# Franjo Fiala
Franjo Fiala (česky František, německy Franz, 14. dubna 1861 Brno – 28. ledna 1898 Sarajevo) byl česko-rakouský chemik, archeolog, paleontolog a botanik dlouhodobě působící v Rakouskem-Uherskem okupované Bosně.

## Život

### Mládí
Narodil se v Brně, vystudoval chemii na zdejší Německé technice. Během studií byl členem studenstského spolku Corps Marchia Brünn. Po ukončení studií nastoupil v roce 1886 na místo chemika v chemické laboratoři státní tabákové továrny v Sarajevu v Bosně, ovládané od roku 1878 Rakouskem-Uherskem. V Bosně posléze začal používat bosenskou podobu svého jména František, Franjo.

### V Bosně
Od mládí se ve volném čase zabýval archeologií. Ve spolupráci s archeologem Janem Kniesem se zapojil se do průzkumu paleolitického sídliště v Jaroslavicích na Moravě. Jeho hlavní archeologické dílo se však vztahuje k pravěkému osídlení Bosny a Hercegoviny. V roce 1892 odešel pracovat jako kurátor-adjunkt do Zemského muzea v Sarajevu, pozici kurátora zde obdržel roku 1896.
Prováděl archeologické a paleologické vykopávky v různých lokalitách Bosny. V jeskyni Megara v horském pásu Bjelašnica jižně od Sarajeva nalezl kosterní pozůstatky jeskynního medvěda (Ursus spelaeus), což představovalo první nález této pleistocenní šelmy v jihovýchodní Evropě a Fiala svými závěry přispěl k úpravám poznatků o výskytu tohoto vyhynulého druhu. Na Glasinaći provedl prehistorické vykopávky, odkryl kůlové obydlí u Ripače a neolitické sídliště Butmir u Ilidže, díky kterému byla identifikována tzv. Butmirská kultura. Jako botanik přispěl k popsání květeny na území pozdější Bosny a Hercegoviny. Jeho botanická autorská zkratka je „Fiala“.

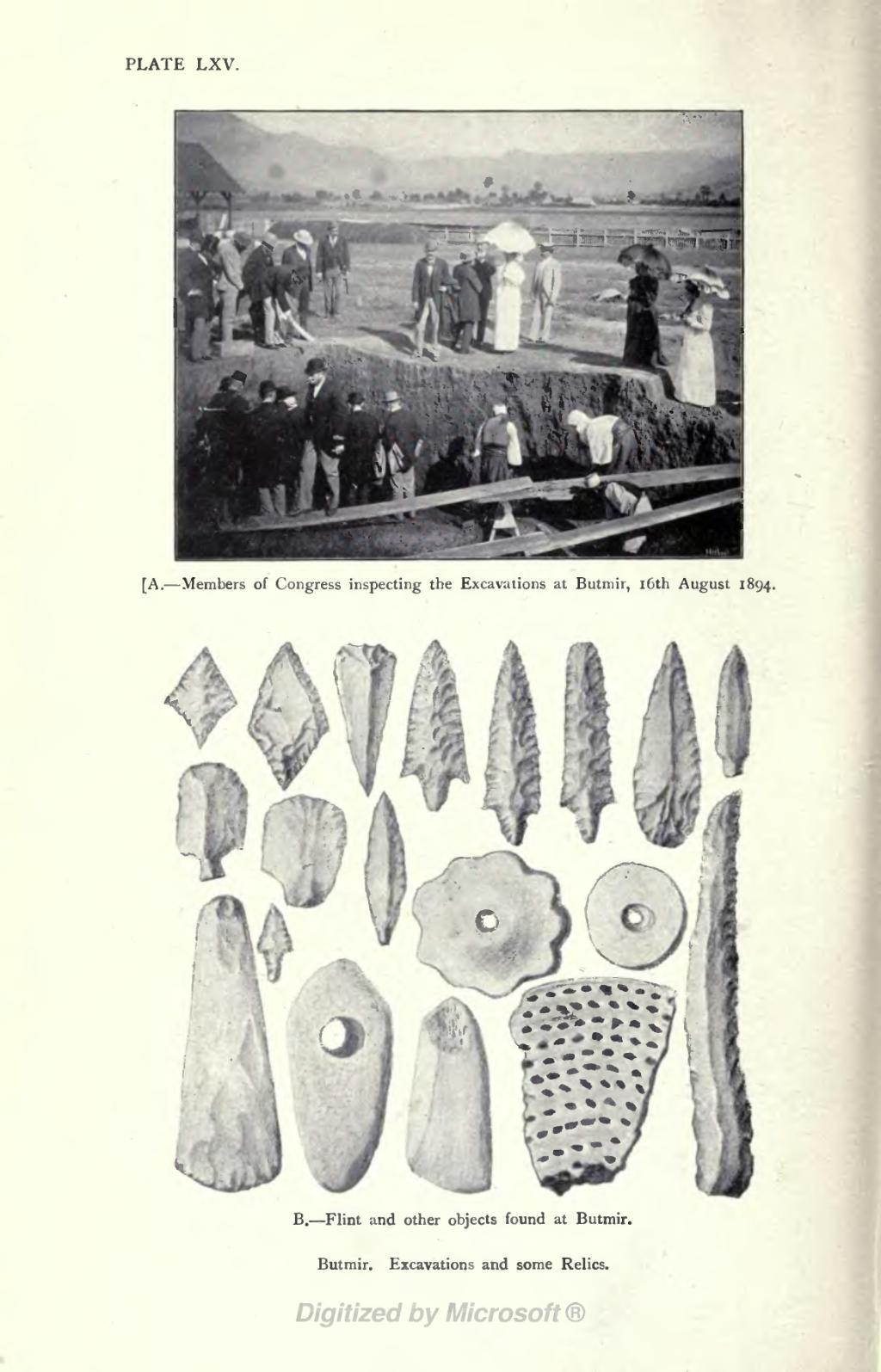
Vykopávky v Butmiru roku 1894

### Úmrtí
Franjo Fiala zemřel 28. ledna 1898 v Sarajevu ve věku 36 let.

## Dílo

### Spisy
- Прилози археологији Босне и Херцеговине. In: Glasnik Zemaljskog Muzeja u Bosni i Hercegovini. Jg. 1, 1889, S. 145–159, (Archäologische Beiträge).
- Прилози Флори Босне и Херцеговине. In: Glasnik Zemaljskog Muzeja u Bosni i Hercegovini. Jg. 2, Nr. 3, 1890, S. 309–315, (Botanische Beiträge).
- Die Ergebnisse der Untersuchung prähistorischer Grabhügel auf dem Glasinac. In: Wissenschaftliche Mittheilungen aus Bosnien und der Herzegowina. Bd. 1, 1893, S. 126–168; Bd. 3, 1895, S. 3–38; Bd. 4, 1896, S. 3–32; Bd. 5, 1897, S. 3–28; Bd. 6, 1899, S. 8–32. (německy)
- Die prähistorische Ansiedlung auf dem Debelo brdo bei Sarajevo. In: Wissenschaftliche Mittheilungen aus Bosnien und der Herzegowina. Bd. 4, 1896, S. 38–72. (německy)
- Das Flachgräberfeld und die prähistorische Ansiedlung in Sanskimost. In: Wissenschaftliche Mittheilungen aus Bosnien und der Herzegowina. Bd. 6, 1899, S. 62–128. (německy)
- Beiträge zur Flora Bosniens und der Herzegowina. In: Wissenschaftliche Mittheilungen aus Bosnien und der Herzegowina. Bd. 6, 1899, S. 719–743. (německy